# روجر يونغ
روجر يونغ (بالإنجليزية: Roger Young)‏ هو دراج أمريكي، ولد في 21 مايو 1953 في بونتياك في الولايات المتحدة.

## وصلات خارجية
- روجر يونغ على موقع أرشيف الدراجات (الإنجليزية)
- روجر يونغ على موقع أوليمبيديا (الإنجليزية)